# Мюлленер, Йоханнес
Йоханнес Мюлленер (нем. Johannes Müllener CM, 4 октября 1673 года, Бремен, Германия — 17 декабря 1742 года, Чэнду, Китай) — католический прелат, епископ, апостольский викарий Сычуани с 15 сентября 1715 года по 17 декабря 1742 год, миссионер, член монашеской конгрегации лазаристов.

## Биография
В 1699 году вступил в монашескую конгрегацию лазаристов.
2 сентября 1715 года Римский папа Климент XI назначил Йоханнеса Мюлленера титулярным епископом Мириофитоса и 15 сентября 1715 года — апостольским викарием Сычуани. 8 декабря 1716 года состоялось рукоположение Йоханнеса Мюлленера в епископа, которое совершил епископ Пекина Бернардино делла Кьеза.
Скончался 17 декабря 1742 года.